# Dea Matrona (groupe)
 (avril 2025).
La mise en forme du texte ne suit pas les recommandations de Wikipédia : il faut le « wikifier ».
Les points d'amélioration suivants sont les cas les plus fréquents. Le détail des points à revoir est peut-être précisé sur la page de discussion.
- Les titres sont pré-formatés par le logiciel. Ils ne sont ni en capitales, ni en gras.
- Le texte ne doit pas être écrit en capitales (les noms de famille non plus), ni en gras, ni en italique, ni en « petit »…
- Le gras n'est utilisé que pour surligner le titre de l'article dans l'introduction, une seule fois.
- L'italique est rarement utilisé : mots en langue étrangère, titres d'œuvres, noms de bateaux, etc.
- Les citations ne sont pas en italique mais en corps de texte normal. Elles sont entourées par des guillemets français : « et ».
- Les listes à puces sont à éviter, des paragraphes rédigés étant largement préférés. Les tableaux sont à réserver à la présentation de données structurées (résultats, etc.).
- Les appels de note de bas de page (petits chiffres en exposant, introduits par l'outil «  Source ») sont à placer entre la fin de phrase et le point final[comme ça].
- Les liens internes (vers d'autres articles de Wikipédia) sont à choisir avec parcimonie. Créez des liens vers des articles approfondissant le sujet. Les termes génériques sans rapport avec le sujet sont à éviter, ainsi que les répétitions de liens vers un même terme.
- Les liens externes sont à placer uniquement dans une section « Liens externes », à la fin de l'article. Ces liens sont à choisir avec parcimonie suivant les règles définies. Si un lien sert de source à l'article, son insertion dans le texte est à faire par les notes de bas de page.
- La présentation des références doit suivre les conventions bibliographiques. Il est recommandé d'utiliser les modèles {{Ouvrage}}, {{Chapitre}}, {{Article}}, {{Lien web}} et/ou {{Bibliographie}}. Le mode d'édition visuel peut mettre en forme automatiquement les références.
- Insérer une infobox (cadre d'informations à droite) n'est pas obligatoire pour parachever la mise en page.

Pour une aide détaillée, merci de consulter Aide:Wikification.
Si vous pensez que ces points ont été résolus, vous pouvez retirer ce bandeau et améliorer la mise en forme d'un autre article.
 (avril 2025).
Pour les articles homonymes, voir Dea Matrona.
Dea Matrona est un groupe de rock irlandais basé à Belfast constitué de Orláith Forsythe et Mollie McGinn.
Formé en 2018, le groupe a écrit et autoproduit l'intégralité de sa discographie jusqu'à aujourd'hui. Orláith et Mollie chantent toutes deux, et jouent de plusieurs instruments notamment de la basse et de la guitare solo.

## Histoire
Orláith Forsythe et Mollie McGinn se sont rencontrées alors qu'elles étaient en compétition l'une contre l'autre lors d'un concours de chant Scór na nÓg . « Nous étions également dans la même école, mais nous ne nous connaissions pas vraiment. En cinquième, il y avait un concours de talents et nous voulions toutes les deux y participer individuellement », se souvient Forsythe. « Mais il n'y avait plus qu'un espace, alors le professeur a dit : « Écoutez, vous le ferez ensemble ou vous ne le ferez pas », alors nous l'avons fait ensemble, très maladroitement, sans vraiment nous connaître. » 
Elles ont interprété Travelin' Soldier des Chicks et ont sympathisé en découvrant leur passion commune pour Fleetwood Mac, Led Zeppelin et les Beatles. Les adolescentes se sont alors rapidement tournées vers le spectacle de rue. « Nous sommes simplement sorties et avons joué de la guitare toute la journée », explique McGinn. « On se retrouvait le week-end, on quittait la maison le matin et on ne revenait pas de la journée. Je crois qu'il y a eu un été où on jouait presque tous les jours. »

### Début de carrière
Début 2017, encore adolescentes, Orláith et Mollie commencent à jouer dans de petits pubs et des mariages en tant que groupe de reprises. Après avoir terminé leurs études à l'Assumption Grammar School, elles décident de prendre une année sabbatique pour s'investir à temps plein dans la musique.
À l'été 2018, Mollie réussit à recruter sa petite sœur Mamie McGinn, 14 ans, pour jouer de la batterie avec le duo. Ainsi elles commencent à se produire régulièrement en trio.

### Dea Matrona
Elles décident de changer leur nom en Dea Matrona, qui se traduit par « déesse mère divine » dans la mythologie celtique, et admettent y rester fidèles principalement du fait de son énergie.
En 2019, Dea Matrona sort l'EP Away from the Tide constitué de 4 chansons originales. Elles commencent à produire leur musique elles-même pour raisons financières et continuent encore aujourd'hui de le faire, adoptant une approche DIY de la musique. Au delà de la publication de l'EP, le groupe poursuit les concerts de rue et son travail de reprises.
En décembre 2020, une vidéo du groupe interprétant Oh Well de Fleetwood Mac devenient virale en ligne, accumulant plus de 4 millions de vues. Cette nouvelle visibilité en ligne mène le groupe au Late Late Show en mars 2021 pour interpréter son single Make You My Star, qui atteint la première place des charts rock iTunes au Royaume-Uni et en Irlande. À la suite de ce succès, il se produit dans plusieurs festivals en 2021, notamment Reading & Leeds, et Belsonic.

### Changement de composition
En février 2022, Dea Matrona publie un communiqué sur ses réseaux sociaux annonçant le départ de Mamie McGinn du groupe pour qu'elle puisse « se concentrer sur l'université et poursuivre d'autres intérêts ». Orláith et Mollie continuent en duo, se produisant en concert avec des musiciens de session supplémentaires.
Parmi ses performances notables, on peut citer SXSW, Eurosonic Noorderslag, Rock Werchter, Electric Picnic et la première partie de KALEO,  et du guitariste des Foo Fighters Chris Shiflett lors de sa tournée.
En 2023, Dea Matrona annonce sa première tournée au Royaume-Uni et en Irlande.

### 2024 - 2025:For Your Sins
Le groupe choisit de refuser un contrat d'enregistrement pour la sortie de son premier album For Your Sins, privilégiant le contrôle artistique. L'album explore les thèmes de l'amour, de la luxure et de la religion.
Quelques semaines avant la sortie de l'album, le groupe apparaît en caméo dans le dernier épisode de la série 2 de Blue Lights, The Loyal ; et peut être vu en train de jouer dans un bar pendant la dernière scène de la série reprenant Light of a Clear Blue Morning de Dolly Parton.
L'album est suivi d'une tournée promotionnelle et For Your Sins atteint la première place du UK Independent Album Breakers et le Top 20 du Scottish Album Chart. Après cela, Dea Matrona  fait la première partie du spectacle de Sheryl Crow à Halifax en Angleterre le 13 juin 2024, et accompagne Shania Twain au BST Hyde Park le 7 juillet 2024.

## Membres du groupe
- Orláith Forsythe - Chant, guitare solo, guitare basse, mandoline (2017–présent)
- Mollie McGinn - Chant, guitare solo, guitare basse, claviers, batterie (2017–présent)
- Mamie McGinn - Batterie (2018 - 2022)

## Discographie

### Album
- For Your Sins (auto-produit, 3 mai 2024) [13]

### EP
- Away from the Tide (auto-produit, 2019) [14]
- Dea Matrona EP (auto-produit, 2022) [15]
- For Your Sins:Acoustic Sessions (auto-publié, 13 décembre 2024)

### Singles
- Hard On Yourself (2019)
- Make You My Star (2020)
- Stamp On It (2021)
- Glory Glory (I am Free) (2022)
- So Damn Dangerous (2022)
- Red Button (2022)
- Get My Mind Off (2023)
- Stuck On You (2024)
- Black Rain (2024)
- Every Night I Want You (2024)
- KISS (Prince cover) (2024)
- Stuck on You (acoustique) (2024)
- Red Button (acoustique) (2024)

## Apparitions et collaborations
- UTV Life, UTV (24 mai 2019)
- Stephen Nolan Show, BBC One (5 février 2020) [16]
- Hot Press, #MorningGlory25 (3 octobre 2020) [17]
- The Late Late Show, RTÉ One (12 mars 2021) [18]
- Blue Lights, série 2, épisode 6 : Le Loyal (22 mars 2024) [12]

## Anecdotes
- Jim Fitzpatrick, l'artiste irlandais qui a réalisé la plupart des illustrations de Thin Lizzy, a également conçu l'un des logos de Dea Matrona[19].
- L'échange d'instruments entre Orláith et Mollie a commencé aux débuts des spectacles de rue en raison de la lourdeur de la guitare basse[20]. Les échanges d'instruments ont été remarqués chez plusieurs autres musiciens, dont Sheryl Crow[21].